# نیدروایلر (بیتبورگ-پروم)
نیدروایلر (به آلمانی: Niederweiler) یک شهر در آلمان است که در بیتبورگ-پروم واقع شده‌است.